# Minilimosina cornigera
Minilimosina cornigera är en tvåvingeart som beskrevs av Rohacek och Marshall 1988. Minilimosina cornigera ingår i släktet Minilimosina och familjen hoppflugor. Inga underarter finns listade i Catalogue of Life.